# Acharya franconia
Acharya franconia là một loài bướm đêm trong họ Noctuidae.